# Zum Glück in die Zukunft II
Zum Glück in die Zukunft II ist das sechste Soloalbum des Rostocker Rappers Marteria. Es erschien am 31. Januar 2014 über das Label Four Music. Obwohl es das sechste Album des Rappers ist, tritt er erst zum dritten Mal unter dem Künstler-Namen Marteria auf. Die drei anderen Alben erschienen unter dem Pseudonym seines Alter Egos Marsimoto. Das Album wurde auch als Deluxe-Edition veröffentlicht. Diese enthält drei CDs, auf denen sich alle Instrumentals sowie drei Bonussongs und das Vorgängeralbum Zum Glück in die Zukunft befinden.

## Produktion
Alle Beats des Albums wurden von dem deutschen Produzententrio The Krauts produziert.

## Covergestaltung
Das Albumcover zeigt einen chilenischen Jungen, der eine Zwille in der Hand hält und mit dieser auf den Betrachter zielt. Im Hintergrund ist eine Landschaft zu sehen und im oberen Teil des Bildes befinden sich die gelben Schriftzüge Marteria sowie Zum Glück in die Zukunft II. Das Cover der Vinyl-Version zeigt stattdessen einen afrikanischen Jungen, während das Cover der Deluxe-Edition einen asiatischen Jungen zeigt.
| Professionelle Bewertungen | Professionelle Bewertungen |
| -------------------------- | -------------------------- |
| Kritiken                   |                            |
| Quelle                     | Bewertung                  |
| laut.de                    | [ 5 ]                      |
| Juice                      | [ 6 ]                      |
| Backspin                   | [ 7 ]                      |
| rap.de                     | [ 8 ]                      |
| hiphop.de                  | [ 9 ]                      |
| rappers.in                 | [ 10 ]                     |

## Gastbeiträge
Auf vier Liedern des Albums sind neben Marteria andere Künstler vertreten. So singt Campino, Frontmann der Band Die Toten Hosen, den Refrain des Songs Die Nacht ist mit mir, während der Titel Glasklar / Herzglüht eine weitere Zusammenarbeit mit dem Sänger Yasha und der Sängerin Miss Platnum ist. Außerdem singt Julian Williams den Refrain des Stücks Eintagsliebe und in Auszeit sind Marterias Alter Ego Marsimoto sowie der Künstler Christopher Rumble zu hören.

## Titelliste
| #  | Titel                       | Gastbeiträge                     | Länge |
| -- | --------------------------- | -------------------------------- | ----- |
| 1  | Intro                       |                                  | 0:40  |
| 2  | Kids (2 Finger an den Kopf) | Nura (SXTN)                      | 3:49  |
| 3  | OMG!                        |                                  | 3:49  |
| 4  | Die Nacht ist mit mir       | Campino                          | 4:15  |
| 5  | Alt & verstaubt             |                                  | 3:24  |
| 6  | Pionier                     |                                  | 3:18  |
| 7  | John Tra Volta              |                                  | 3:06  |
| 8  | Bengalische Tiger           |                                  | 3:30  |
| 9  | Eintagsliebe                | Julian Williams                  | 3:57  |
| 10 | Gleich kommt Louis          |                                  | 2:44  |
| 11 | Glasklar / Herzglüht        | Yasha und Miss Platnum           | 6:09  |
| 12 | Auszeit                     | Marsimoto und Christopher Rumble | 3:31  |
| 13 | Welt der Wunder             |                                  | 4:17  |
| 14 | Mein Rostock                |                                  | 3:59  |

Bonussongs der Deluxe-Edition
| #  | Titel                      | Gastbeiträge | Länge |
| -- | -------------------------- | ------------ | ----- |
| 15 | Ich schlaf in meinen Jeans |              | 3:01  |
| 16 | Nie in New York            |              | 3:23  |
| 17 | Logo auf dem Mond          |              | 3:30  |

## Chartplatzierungen und Singles
Zum Glück in die Zukunft II stieg in der achten Kalenderwoche des Jahres 2014 an der Spitze der deutschen Charts ein und fiel anschließend auf Platz 4. In den deutschen Jahrescharts 2014 belegte das Album Rang 22.
Der Titel Bengalische Tiger erschien am 6. November 2014 als erste Single zum Download und erreichte im Dezember desselben Jahres Rang 49 der deutschen Singlecharts. Als zweite Singleauskopplung erschien Kids (2 Finger an den Kopf), diese stieg in der 52. Kalenderwoche des Jahres 2013 auf Platz 7 in die deutschen Charts ein und erreichte mit Rang 6 die Höchstposition. Die Mädchen im Musikvideo wurden von Linda Reimer und Lorraine Nuzia gespielt. Regie führte Sander Houtkruijer. Am 24. Januar 2014 wurde OMG! als dritte Single veröffentlicht und erreichte Platz 8 in den Charts. Zu den drei Tracks wurden auch Musikvideos gedreht. Außerdem stieg das Lied Die Nacht ist mit mir mit Gastsänger Campino aufgrund hoher Downloadzahlen für eine Woche auf Rang 99 in die deutschen Charts ein. Am 23. Mai 2014 erschien des Weiteren der Song Welt der Wunder als Single und erreichte Platz 75 in den Charts.
Am 11. September 2014 veröffentlichte Marteria mit Mein Rostock die fünfte Single aus dem Album samt Video, als Ode an seine Heimat. Beim 10. Bundesvision Song Contest am 20. September erreichte er mit dem Lied den vierten von 16 Plätzen.

## Verkaufszahlen und Auszeichnungen
Zum Glück in die Zukunft II erhielt in Deutschland 2015 für mehr als 200.000 verkaufte Exemplare eine Platin-Schallplatte. Die Singles Kids (2 Finger an den Kopf) und Welt der Wunder wurden für je über 150.000 Verkäufe mit Gold ausgezeichnet, während OMG! Dreifach-Gold für mehr als 450.000 verkaufte Einheiten erhielt.